# Racomitrium marginatum
Racomitrium marginatum là một loài Rêu trong họ Grimmiaceae. Loài này được Lojac. mô tả khoa học đầu tiên năm 1884.